# Henry Richard Abadie
Pour les articles homonymes, voir Abadie.
Henry Richard Abadie, né le 25 mars 1841 et mort le 9 mai 1915 et un officier de l'armée de terre britannique et lieutenant-gouverneur de Jersey.

## Biographie
Henry Richard Abadie était le fils de Louis Pascal Abadie, originaire du Château de Pellepoix, situé sur la commune de Beaumont-sur-Lèze près de Toulouse. 
En 1858, il s'engage dans l'armée britannique et participe en 1868 à l'Expédition britannique en Éthiopie et se bat lors de la bataille de Magdala. En 1872, il est nommé au grade de capitaine. En 1878, il participe à la seconde guerre anglo-afghane.
En 1899, il est nommé Major-général et commande le district oriental de l'armée britannique.
Le 1er novembre 1900, Henry Richard Abadie, parfaitement bilingue par ses origines françaises, est nommé lieutenant-gouverneur de Jersey, poste dont il assumera la fonction jusqu'en 1904.